# Police-Pilot-System
Police-Pilot-System ist ein elektronisches Messgerät zur Bestimmung der Durchschnittsgeschwindigkeit von Fahrzeugen.

## Gerätebeschreibung
Das im Jahr 2008 aktualisierte System heißt ProViDa 2000. Bis 2000 war der Hersteller ProVida division of Jai A/S in Dänemark.
Eine Front- und eine Heckkamera sind an einem zivilen Polizeifahrzeug angebracht. Dieses Fahrzeug hält über eine bestimmte Distanz einen festen Abstand zum gemessenen Fahrzeug (beachte unten Gleichbleibender Abstand). Die Geschehnisse werden durch Knopfdruck auf Video aufgezeichnet.
Die Geschwindigkeit wird ermittelt, indem die Wegstreckenimpulse pro Zeiteinheit vom ProViDa-Gerät in die Geschwindigkeitseinheit Kilometer pro Stunde (km/h) umgerechnet werden. Wegstreckenimpulse werden vom geeichten Wegstreckenzähler des Messfahrzeugs geliefert.
Auf dem Bildschirm ist links oben die geeichte zurückgelegte Strecke in Metern angegeben und rechts oben die geeichte Zeit in Form von Frames (1 F = 0,04 s). Unten rechts wird die momentan gefahrene Geschwindigkeit angezeigt. Durch verschiedene Messmethoden (bei ProViDa gibt es MAN, Split, Auto1 und Auto2) kann die Geschwindigkeit des vor oder hinter dem Messfahrzeug fahrenden Fahrzeug gemessen werden. Mit ProViDa kann auch eine stationäre Geschwindigkeitsmessung sowie die Rotlichtüberwachung an Ampeln durchgeführt werden.
Die Kameras der modernen Messfahrzeuge sind etwa so groß wie ein Finger und haben eine nicht veränderbare Brennweite.
Eine permanente Videoaufzeichnung, mit der Möglichkeit einer optionalen Tonaufnahme vom Fahrzeuginnenraum, wird grundsätzlich, neben datenschutzrechtlichen Aspekten, auch aus Gründen der Videobandkapazität, nicht vorgenommen.

## Toleranzabzug
Beim ProViDa-System werden verschiedene Toleranzen bei der Geschwindigkeitsmessung gewährt: 10 % bei gleichbleibendem Abstand zum gemessenen Fahrzeug und 5 % bei Vergrößerung des Abstandes zum Messfahrzeug. Fehlt es an einer nachträglichen Überprüfbarkeit durch das Messvideo ist darüber hinaus aufgrund der möglichen Fehleinschätzung des Abstands durch die Messbeamten ein weiterer Sicherheitsabschlag von 10 % gerechtfertigt.
Grundsätzlich gilt beim Toleranzabzug folgendes:
Die Toleranz für Fehler am Gerät (also einschließlich Messfahrzeug) beträgt 5 %. Bei korrekter Messung/Auswertung nach Vorgaben des Herstellers sind zusätzliche Fehler ausgeschlossen. Die Erhöhung auf 10 % stammt aus Zeiten, als mit anderen Messgeräten, also mit nur geeichtem Tacho und (geschätzt) gleichbleibendem Abstand während der Nachfahrt gemessen wurde. Die Erhöhung von 5 auf 10 % sollte Fehler abdecken, die dadurch entstehen, dass das gemessene Fahrzeug vielleicht doch minimal eingeholt wurde und das Messfahrzeug demnach schneller als das gemessene Fahrzeug fuhr.
Bei Geschwindigkeitsmessungen mittels ProViDa 2000 wird grundsätzlich eine Toleranz von 5 % in Abzug gebracht. Das heißt: Bei Geschwindigkeiten unter 100 km/h werden 5 km/h, darüber hinaus 5 % der abgelesenen Bruttogeschwindigkeit in Abzug gebracht.

## Messmethoden
Es bestehen grundsätzlich zwei Möglichkeiten, die Geschwindigkeit eines anderen Fahrzeugs zu ermitteln:
- -a- Bestimmung der Durchschnittsgeschwindigkeit des Messfahrzeugs und Übertrag auf ein schnelleres Fahrzeug.
- -b- Unmittelbare Bestimmung der Geschwindigkeit des zu messenden Fahrzeugs.

Bei -a- handelt es sich i. d. R. um eine Nachfahrmessung (i. d. R. über Menü-Funktion Auto2, nicht zu verwechseln mit einer Nachfahrmessung mit geeichtem oder ungeeichtem Tacho). Ausführliche Beschreibung siehe unter "gleichbleibender Abstand". Bei -b- wird über zwei beliebig zu wählende Messpunkte auf/neben der Fahrbahn eine Messstrecke festgelegt und deren Länge sowie die vom zu messenden Fahrzeug benötigte Durchfahrtszeit für diese Strecke ermittelt. Aus beiden Werten wird unmittelbar die Geschwindigkeit dieses Fahrzeugs errechnet (Menü-Funktionen Auto1, MAN, SPLIT). Hierbei ist ein abweichender Abstand zwischen Messfahrzeug und gemessenem Fahrzeug zu Beginn und am Ende der Messung (größer oder kleiner) unerheblich.
Die Messmethoden nach den Menü-Funktionen einzuteilen ist eigentlich falsch. So beinhalten z. B. die Funktionen MAN und SPLIT jederzeit die Möglichkeit, während der Nachfahrt eine Messung nach Auto2 durchzuführen. Bei nachträglicher Auswertung der Videoaufzeichnung können alle Messvarianten durchgeführt werden, wenn der Abstand zwischen Messfahrzeug und gemessenem Fahrzeug am Ende der Messung, die durch Videoaufzeichnung dokumentiert ist, nicht verkleinert wurde. Ansonsten ist die Variante Auto2 nicht anwendbar.

## Gleichbleibender Abstand
Bei der „Nachfahr“-Messung (oben -a-) mit Provida- Modular 2000 kann, im Gegensatz zu früheren Nachfahrmessungen mit geeichtem Tacho, auf gleichbleibenden Abstand innerhalb der Messstrecke verzichtet werden. Einzig erforderlich ist der Vergleich zwischen Abstand bei Beginn und Ende der Messung. Der Abstand vom Messfahrzeug zum gemessenen Fahrzeug darf am Ende der Messung nicht kleiner sein als zum Beginn der Messung. In vielen Entscheidungen wird das (etwas missverständlich) „gleichbleibender Abstand“ genannt.
Bei Provida 2000 findet keine Nachfahrmessung im klassischen Sinn statt. Es wird für den gesamten Messbereich die vom Messfahrzeug zurückgelegte Strecke und die vom Messfahrzeug hierfür benötigte Zeit ermittelt und nach der Formel Weg-durch-Zeit in km/h umgerechnet. Allein ausschlaggebend ist, dass der Abstand zwischen beiden Fahrzeugen bei Messende nicht geringer als bei Messbeginn ist. Das Abstandsverhalten innerhalb der Messstrecke ist völlig unerheblich. Eine zusätzliche Toleranz (neben den 5 %) für weitere Fehler ist also nicht erforderlich.

## Mitbewerber
In Hessen wird auch das System VASCAR (Video Average Speed Computer And Recorder) eingesetzt.

## Auswirkungen des Urteils vom 27. März 2007
In einem Beschluss des Amtsgerichts Lüdinghausen hat das Gericht festgestellt, dass das in diesem Fall eingesetzte Provida-System die Voraussetzungen für eine korrekte Eichung nicht erfüllte. Das Messgerät des Polizeifahrzeugs war zwar geeicht. Das zuständige Eichamt eicht derartige Fahrzeuge aber derzeit nicht nach, weil eine technische Änderung stattgefunden hat, für die keine Bauartzulassung der Physikalisch-Technischen Bundesanstalt (PTB) vorliegt. Wegen eines unverhältnismäßigen Aufwandes im Vergleich zur erwartenden Geldbuße, hat das Gericht das Verfahren eingestellt.
Wegen einer nicht bauartzugelassenen System-Komponente (CAN-Bus) könnten bundesweit zahlreiche ProViDa-Messgeräte der Polizei fehlerhaft geeicht sein. Daraufhin hat das Innenministerium Nordrhein-Westfalen inzwischen 13 der 38 Provida-Fahrzeuge stillgelegt.
Mittlerweile ist jedoch der von BMW hergestellte CAN-BUS durch die PTB zugelassen und stellt damit keinen Grund mehr für eine Verfahrenseinstellung dar.

## Abstandsmessungen mit ProViDa 2000 Modular
Das OLG Hamm hat festgestellt, dass ProVida 2000 Modular kein standardisiertes Messverfahren für Abstandsmessungen darstellt.